# Austin Briggs
Austin Briggs, född 8 september 1908, död 10 oktober 1973, var en serieskapare och illustratör. Han föddes i Humboldt, Minnesota och växte upp i Detroit, Michigan. I tonåren flyttade han till New York. Där jobbade han ett tag på en reklambyrå och började göra illustrationer till Blue Book, en tidning med fiktiva berättelser. Han jobbade sedan som assistent till serietecknaren Alex Raymond med serierna Flash Gordon och Secret Agent Corrigan. Efter 1944 jobbade han med tidningar som Reader's Digest och The Saturday Evening Post. Han satt även med i fakulteten som grundade Famous Artist School. År 1969 lades han till i Society of Illustrators Hall of Fame.